# Turnera albicans
Turnera albicans är en passionsblomsväxtart som beskrevs av Ignatz Urban. Turnera albicans ingår i släktet Turnera och familjen passionsblomsväxter. Inga underarter finns listade i Catalogue of Life.